# Batalion KOP „Snów I”
Batalion KOP „Snów I” – pododdział piechoty Korpusu Ochrony Pogranicza.

## Historia batalionu
Batalion KOP „Snów I” został sformowany 23 marca 1939 roku przez odwodowy batalion KOP „Snów”, który nie był obciążony w planie „W” zadaniami mobilizacyjnymi. Baon „Snów I” wszedł w skład 1 pułku piechoty KOP, jako jego II batalion. Po zakończeniu mobilizacji baon został przetransportowany do rejonu operacyjnego Armii „Kraków”, gdzie otrzymał zadanie zamknięcia przejścia karpackiego z doliny nowotarskiej na Chabówkę. Pod koniec czerwca 1939 roku baon otrzymał dwa 81 mm moździerze wz. 28 i po 100 granatów na każdy moździerz.
31 sierpnia 1939 roku, po ogłoszeniu mobilizacji powszechnej, 1 pp KOP został przemianowany na 1 pułk strzelców górskich.
1 września 1939 roku baon zajmował pozycje na odcinku „Chabówka” (Rokiciny, Rdzawka, Ponice) z czatami w miejscowościach: Pieniążkowice, Długopole i Krauszów.
5 września 1939 roku major Czesław Jamka został ranny, a dowództwo batalionu objął kapitan Horitza.

## Obsada personalna
Obsada personalna II/1 psg we wrześniu 1939 roku:
- dowódca batalionu - mjr piech. Czesław Jamka[11], zastępca dowódcy baonu KOP „Kleck”
- adiutant – por. piech. Franciszek Plisewicz †1940 Charków[12]
- dowódca 4 kompanii strzeleckiej - por. piech. Romuald Łapieński-Piechota z baonu KOP „Budsław”
- dowódca 5 kompanii strzeleckiej - por. piech. Tadeusz Dolej z baonu KOP „Żytyń” († 16 IX 1939)
- dowódca 6 kompanii strzeleckiej - kpt. piech. Karol Juliusz Horitza z baonu KOP „Snów”
- dowódca 2 kompanii ckm - kpt. Czesław Włodzimierz Sławomir Kamiński z baonu KOP „Nowe Święciany”